# Dominus
A Dominus dán death/groove metal együttes volt 1991-től 2001-ig. Ringsted városában alakultak. A zenekar két demóján, első EP-jén és első két nagylemezén death metalt játszott, a későbbi albumaikon azonban a dallamosabb groove metal műfajban játszottak. Az együttesben a Volbeat énekese, Michael Poulsen énekelt. A zenekar feloszlása után Poulsen megalapította a Volbeat-et, amelyik a Dominus ugyanilyen című albumáról kapta a nevét. Maga Poulsen is nosztalgiával gondol manapság a Dominusra és az old-school death metalra.

## Tagok
- Michael Poulsen - ének, gitár
- Jens Peter Storm - gitár
- Franz Gottschalk - basszusgitár
- James Andersen - dob
- Mads Hansen - gitár
- Keld Buchhard - gitár
- Jesper Olsen - basszusgitár
- Anders Nielsen - basszusgitár
- Jess Larsen - dob
- Lars Hald - dob
- Daniel Preisler Larsen - dob

## Diszkográfia
- Ambrosius Locus (demó, 1992)
- Sidereal Path of Colours (1993, EP)
- Astaroth (demó, 1993)
- View to the Dim (album, 1996)
- The First 9 (album, 1996)
- Vol.Beat (album, 1997)
- Godfallos (album, 2000)